# 達穆林旺楚克
达穆林旺楚克（1916年3月4日—1986年2月27日），汉名达晓云，字匀厂，蒙古族，阿拉善旗第八代札萨克亲王塔旺布里甲拉的第三子，中华民国政治人物。

## 生平[2]
民国五年农历二月初一（1916年3月4日），达穆林旺楚克生于阿拉善旗王府，是阿拉善旗第八代（第七任）札萨克亲王塔旺布里甲拉的第三子。幼年在北京（1928年改为北平）罗王府生活，后入北平贵胄学堂学习。1933年，和杨祉芬结婚，同母亲和妻子定居罗王府。1937年上大学，但因抗日战争爆发，肄业留居北平，经营家传的聚宝斋商行。同年，其兄长达理札雅对旗政进行改革，将其升任旗府正协理。他住在北平，随时将北平的政局报告给在阿拉善的达理札雅亲王。
1948年初，自北平携家眷回到定远营，辞去挂名的旗正协理一职，并加入中国国民党，当选立法委员，赴南京就任。1949年1月，在德穆楚克栋鲁普的策动之下，返回家乡，协助其筹备蒙古自治政府，被德穆楚克栋鲁普（德王）任命为政务委员。同年9月20日，将妻子杨祉芬以及二人所生的6个子女留在了定远营，仅带小妾乘坐新任中华民国国防部部长徐永昌抵宁夏督战所乘的座机，自宁夏银川经广州飞抵台湾。
来到台湾后，一直从政，先后当选中国国民党候补中央委员、中央委员，并继续在立法院任立法委员，还曾负责边政委员会、经济委员会工作，曾经主持起草了《专利法修正草案》、《公司法修正草案》、《农业发展条例草案》、《技师法修正草案》等多部法律章程，是台湾经济立法界的重要人物。
1986年2月27日，因急性心肌梗塞在台北市逝世，享年70岁。